# George Kenney
George Churchill Kenney (6 de agosto de 1889 - 9 de agosto de 1977) fue un general de las Fuerzas Aéreas del Ejército de los Estados Unidos durante la Segunda Guerra Mundial, más conocido como el comandante de las fuerzas aéreas aliadas en el Área Suroeste del Pacífico (SWPA), cargo que ocupó a partir de agosto de 1942 hasta 1945.
Kenney se alistó como cadete volando en la Sección de Aviación, en el Cuerpo Aéreo de los EE. UU. en 1917, y sirvió en el frente occidental con la 91.º Escuadrón Aéreo. Fue galardonado con una Estrella de Plata y la Cruz por Servicio Distinguido por acciones tomadas durante la lucga contra los cazas alemanes, donde disparó y derribó dos de ellos. Después de que terminaran las hostilidades participó en la ocupación de la Renania. Volviendo a los Estados Unidos, voló en misiones de reconocimiento a lo largo de la frontera entre los EE. UU. y México durante la Revolución Mexicana. Comisionado en el ejército regular en 1920, asistió a la Escuela Táctica del Cuerpo Aéreo, y más tarde se convirtió en un instructor en la misma escuela. Fue el responsable de la aceptación de los bombarderos Martin NBS-1 construidos por Curtis, por lo que probó unos cuantos. También desarrolló técnicas para el montaje de ametralladoras calibre .30 en las alas de un avión Airco DH.4.
A principios de 1940, Kenney se convirtió en asistente de agregado militar del aire en Francia. Como resultado de sus observaciones de las operaciones aéreas alemanas y aliadas durante las primeras etapas de la Segunda Guerra Mundial, recomendó notables cambios significativos en el equipo y la táctica del cuerpo de aire. En julio de 1942, asumió el mando de las Fuerzas Aéreas Aliadas y la quinta fuerza aérea en la zona del sudoeste del Pacífico a cargo del general Douglas MacArthur. Bajo el mando de Kenney, las Fuerzas Aéreas Aliadas desarrollaron estructuras innovadoras de mando, armas y tácticas que reflejaron la orientación de Kenney hacia una aviación de ataque. Las nuevas armas y tácticas ganaron quizás su mayor victoria, en la batalla del Mar de Bismarck, en marzo de 1943. En junio de 1944 fue nombrado comandante de las Fuerzas Extremo Oriente de aire (FEAF), que llegó a incluir la Quinta, Decimotercera, y Séptima Fuerza Aérea.
En abril de 1946, Kenney se convirtió en el primer comandante del recién formado Mando Aéreo Estratégico (SAC), pero su actuación fue criticada, y optó por convertirse en comandante de la Universidad del Aire, cargo que ocupó desde octubre de 1948 hasta su retiro de la Fuerza Aérea en septiembre de 1951.

## Obras del autor
- Kenney, George C. (1949). General Kenney Reports: A Personal History of the Pacific War. New York City: Duell, Sloan and Pearce. ISBN 0160613728. OCLC 37302833.
- Kenney, George C. (1959). The Saga of Pappy Gunn. New York City: Duell, Sloan and Pearce. OCLC 1253679.
- Kenney, George C. (1960). Dick Bong: Ace of Aces. New York City: Duell, Sloan and Pearce. OCLC 1292347.